# Sanktuarium Matki Bożej Przyczyny Naszej Radości „Maria Śnieżna”

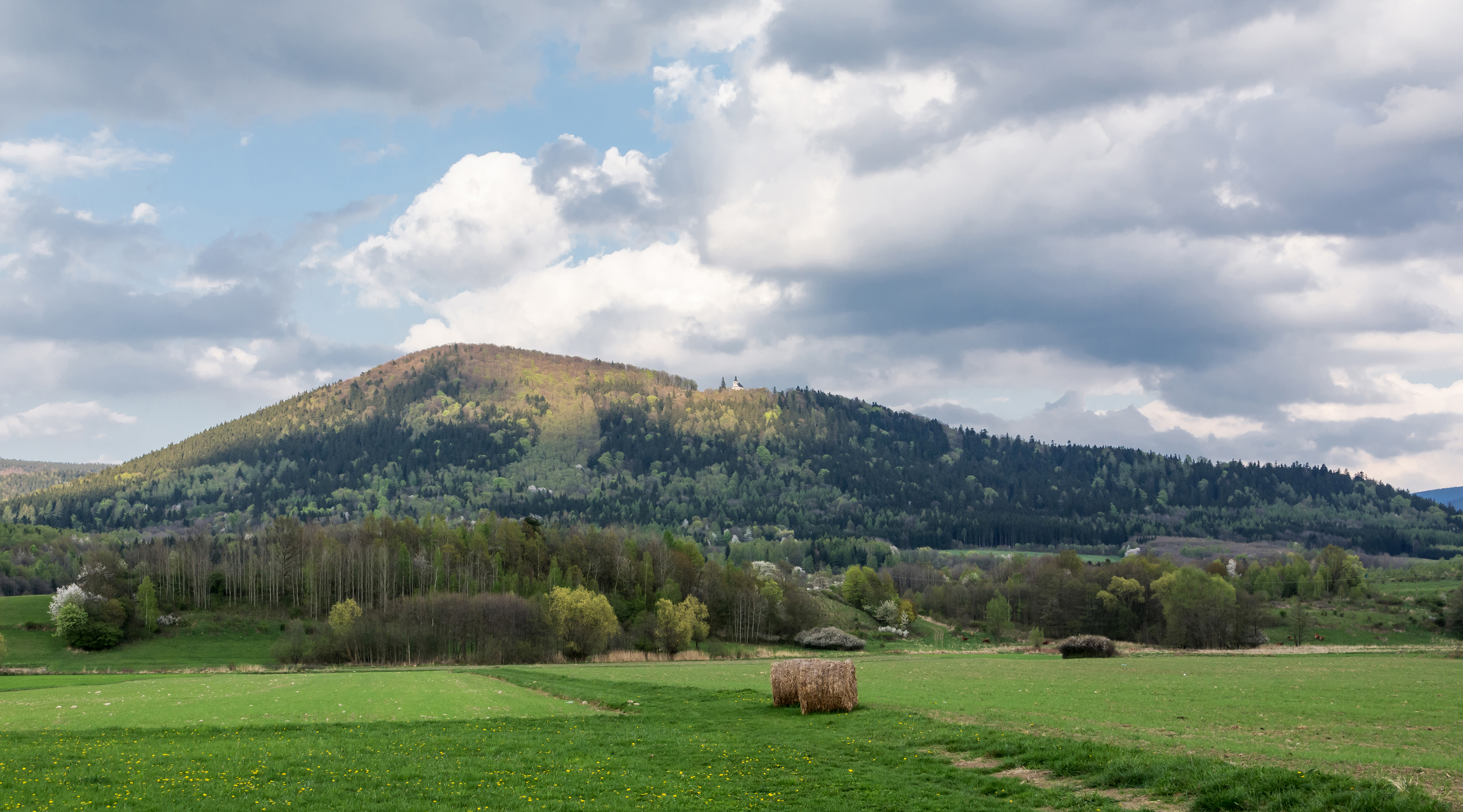
Sanktuarium na szczycie Iglicznej

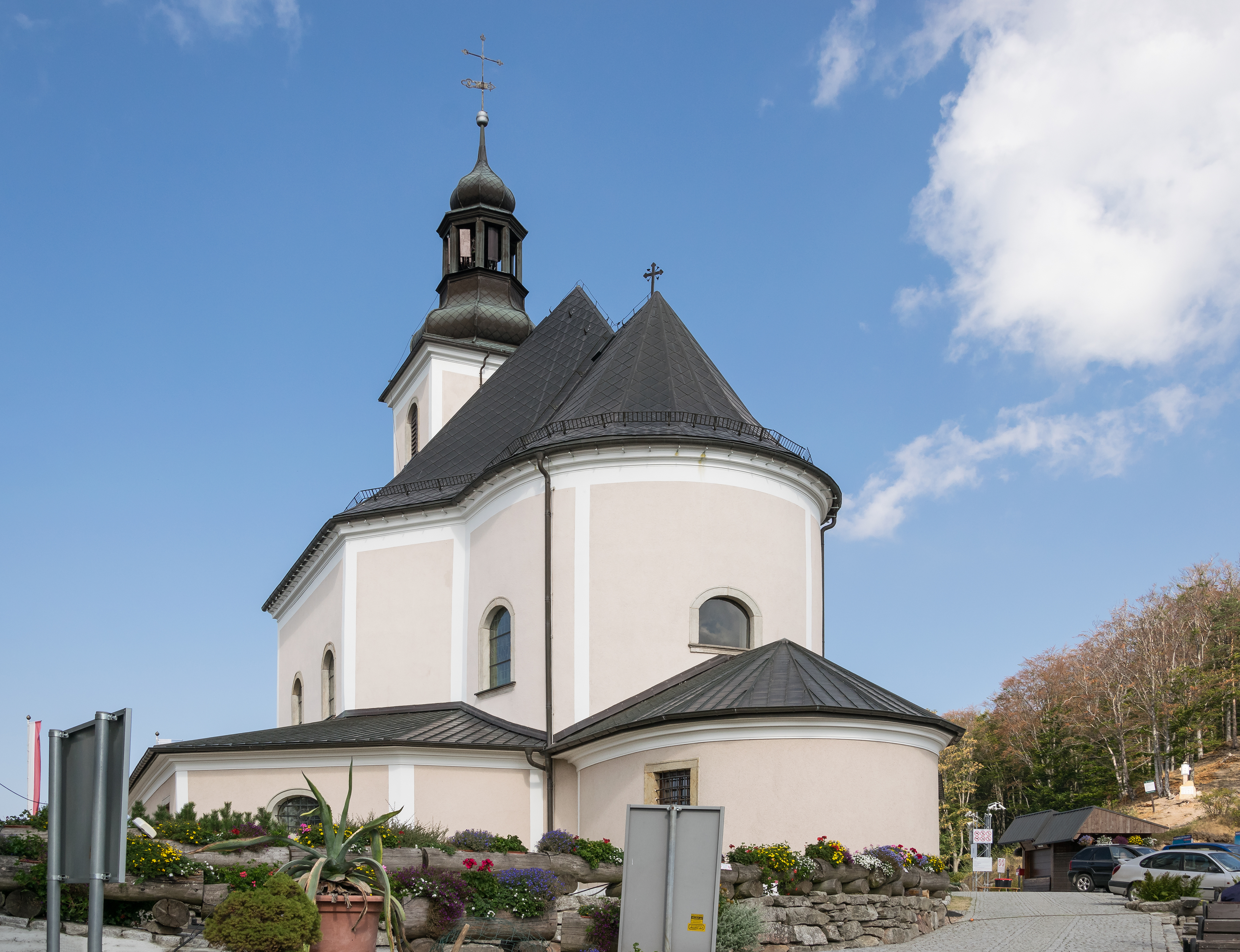
Sanktuarium od południowego zachodu

Sanktuarium Matki Bożej Przyczyny Naszej Radości „Maria Śnieżna”, zwykle krótko sanktuarium „Maria Śnieżna” lub sanktuarium Marii Śnieżnej (niem. „Kirche Maria Schnee”) – sanktuarium maryjne w późnobarokowym, górskim kościółku pochodzącym z końca XVIII wieku, znajdujące się pod szczytem góry Igliczna w Masywie Śnieżnika, w miejscowości Góra Igliczna nieopodal Międzygórza (Sudety Wschodnie, gmina Bystrzyca Kłodzka, województwo dolnośląskie). Ma status samodzielnego rektoratu, należy do dekanatu bystrzyckiego w diecezji świdnickiej.

## Położenie
Zespół budowli złożony z kościoła, pustelni, plebanii i kalwarii leży na południowym zboczu Iglicznej, na spłaszczeniu grzbietu, na wysokości około 770–782 m n.p.m.

## Historia
Sanktuarium wzniesiono w pobliżu miejsca, w którym pierwotnie stała ludowa figura Marii z Dzieciątkiem ustawiona w pod konarami rozłożystego buka. Figurę przywiózł w 1750 z pielgrzymki do Mariazell w Austrii wójt Wilkanowa Krzysztof Veit. Rzeźba ta była kopią tamtejszej Madonny. Piętnaście lat później okolicę nawiedziła potężna wichura, która obaliła również drzewo, nie uszkodziła jednak samej figury. Miejscowa ludność poczytała to za znak od Boga i przeniosła figurę w bezpieczniejsze miejsce, a w 1776 zbudowano dla niej nową, drewnianą kaplicę.
Dotychczasowa kaplica przestała wystarczać w latach 70. XVIII wieku. Nie mogła pomieścić licznych wiernych przybywających na wieść o cudownych uzdrowieniach, dlatego postanowiono zbudować w jej miejsce nowy kościół. Kamień węgielny pod kościół wmurowano 18 czerwca 1781 roku. Prace murarskie zlecono Andreasowi Jägerowi z Międzylesia, a ciesielskie Josefowi Knietigowi z Wilkanowa. W budowie uczestniczyli pielgrzymi przybywający na Igliczną. Zasadnicza bryła kościoła stanęła rok później. 22 października 1782 Wielki dziekan kłodzki ksiądz Karl Winter z Międzylesia, kościół poświęcił. Dwa lata później dobudowano od zachodu wieżę, a w 1821 tzw. soboty.
W miejscu, w którym dawniej stała drewniana kaplica, wybudowano w 1817 drewnianą plebanię.

## Architektura
Kościół zbudowano w stylu lokalnej, śląskiej odmiany baroku. Jest murowaną budowlą jednonawową, dwuprzęsłową o ściętych narożach, prezbiterium zaś jednoprzęsłowe z zaokrągloną apsydą. Wokół całego budynku dobudowane są soboty. Od zachodu czworokątną wieżę nakryto hełmem.
Sklepienie kolebkowe ma lunetę na gurtach i malowidło o motywach litanii loretańskiej. Ołtarz główny wykonany został w Monachium w pracowni Mayera w stylu pseudobarokowym i pochodzi z 1897. Z tego samego roku są witraże i polichromie. Witraże w prezbiterium przedstawiają rodziców Marii, św. Annę i św. Joachima, w nawie zaś św. Józefa, św. Jerzego, św. Agnieszkę i św. Barbarę. Wystrój tworzą liczne obrazy i rzeźby w stylu barokowym i rokokowym: Matka Boska z Dzieciątkiem z roku 1750, Pietà z drugiej połowy XVIII wieku i ukrzyżowanie z 1780. W sobotach umieszczone są bardzo liczne obrazy wotywne o cechach ludowych, w tym pięć związanych z historią sanktuarium. W prawym krużganku znajduje się ruchoma szopka wykonana przez oo. redemptorystów. Jest także tablica upamiętniająca pobyt Karola Wojtyły 20 sierpnia 1967 i 10 sierpnia 1968 roku.

## Nazwa i kult
Miejscowy kult maryjny nawiązuje do bazyliki Santa Maria Maggiore w Rzymie. Według legendy, rzymską budowlę zbudowano w miejscu, w którym w cudowny sposób latem, w nocy z 4 na 5 sierpnia 352 spadł śnieg, zapowiedziany wcześniej we śnie papieża Liberiusza i rzymianina Jana. Według opowiadanych historii nazwa została wybrana, gdy przy budowie niepokojono się czy zdążą ją wybudować zanim spadnie śnieg. Chciano także sięgnąć do pierwotnego kultu Matki Bożej, bowiem Santa Maria Maggiore jest pierwszym miejscem kultu maryjnego w Rzymie.
26 czerwca 1777 roku zanotowane zostało pierwsze cudowne ozdrowienie, które potwierdziła komisja kościelna. Było nim przywrócenie wzroku mieszkającemu w Siennej, synowi Wawrzyńca Frankego. Dziecko bawiąc się wpadło do dołu z wapnem i straciło wzrok. Następnym cudem było uzdrowienie ręki synowi młynarza, zmiażdżonej przez tryby młyńskie. Niebawem komisyjnie zostało potwierdzonych kolejnych dziesięć cudów, co sprawiło, że na górę zaczęli przybywać liczni pielgrzymi.
Figura została ukoronowana przez Jana Pawła II 21 czerwca 1983 podczas mszy na wrocławskich Partynicach.

## Turystyka
Kościół jest celem licznych wycieczek turystycznych. Najłatwiejsze dojście prowadzi z Międzygórza (trzy warianty trasy). Przed zwiedzaniem sanktuarium turyści są zwyczajowo proszeni o złożenie drobnej ofiary pieniężnej. Nieopodal znajduje się schronisko „Na Iglicznej” z ok. czterdziestoma miejscami noclegowymi i bufetem. W pobliżu również węzeł kilku szlaków turystycznych:
- żółty z Bystrzycy Kłodzkiej do Międzygórza
- zielony z Międzygórza na Czarną Górę i przełęcz Puchaczówkę
- czerwony z Wilkanowa do Międzygórza i dalej do schroniska PTTK „Na Śnieżniku”
- szlak konny z Bystrzycy Kłodzkiej do Hali pod Śnieżnikiem i Kletna.

Spod kościoła roztacza się atrakcyjna widokowo panorama na Masyw Śnieżnika i Rów Górnej Nysy.